# Formatge Ibores
El formatge Ibores és un formatge gras, elaborat exclusivament amb llet crua de cabra, de les races serrana, verata i retinta, així com dels encreuaments entre aquestes. Requereix un període de maduració mínim de 60 dies. S'elabora a les comarques d'Ibores, Villuercas, La Jara i Trujillo, localitzades al sud-est de la província de Càceres (Extremadura) i constituïdes per 35 municipis.
Poden etiquetar-se com a "artesans", aquells formatges elaborats pels productors amb llet del seu propi ramat i amb un període de maduració mínim de 100 dies.
Des de l'any 2005 gaudeix del reconeixement de la Unió Europea com a Denominació d'Origen Protegida (DOP).